# ロイ・J・ターナー
ロイ・ジョセフ・ターナー（Roy Joseph Turner, 1894年11月6日 - 1973年6月11日）は、アメリカ合衆国の実業家、政治家である。1894年にオクラホマ準州で生まれ、第一次世界大戦で従軍した後に著名な実業家となり、1947年から1951年まで第13代オクラホマ州知事を務めた。
州知事としてのターナーは、州の有料道路システムと大学評議員会の設立に貢献した。またオクラホマ州の高等教育制度における人種隔離の撤廃を監督した。彼はオクラホマシティに埋葬された。

## 生い立ち
ターナーは1894年11月6日にオクラホマ準州ケンドリック近郊で生まれた。高校卒業後に彼はオクラホマシティのヒルズ・ビジネス・カレッジに入学した。1911年から1915年までモリス・パーキング・カンパニーで簿記係として働き、その後はグッドイヤー・タイヤ・アンド・ラバー・カンパニーでセールスマンとして働いた。1937年にジェシカ・E・グリムと結婚し、2人の子を養子に迎えた。

## キャリア
ターナーは第一次世界大戦中にアメリカ陸軍に二等兵として従軍した後、オクラホマ州、フロリダ州、テキサス州で不動産業を営んだ。1928年までにハーパー＝ターナー・オイル・カンパニーを創業し、オクラホマ州サルファーに1万エーカーのターナー・ランチを設立したが、オクラホマシティに居を構え、1939年から1946年まで地元の教育委員会で働いた。
ターナーは1946年の知事選挙でタルサ郡検事のディキシー・ギルマーと争った末に当選した。彼のオクラホマ州知事としての任期は1947年1月13日から1951年1月8日までであり、この期間中に州高速道路局と州計画資源委員会が再編され、オクラホマ・ターンパイク公社が設立され、州立大学理事会が創設され、州の高等教育制度における人種隔離政策が廃止された。
ターナーとオクラホマ州議会は就任1年目に予算案を作成し、過去2年間に比べて歳出を2900万ドル増やし、所得税を3分の1削減した。州立精神病院には過去2年間の割り当ての2倍が支給された。
1949年7月14日から18日にかけて、彼はビーコン・ミュージック・レーベルから発表されたシングル「My Memory Trail」のプロモーションのために、『エド・サリヴァン・ショー』を含むいくつかのラジオやテレビ番組に出演した。
ターナーは1951年の映画『アメリカ野郎』に本人役で出演した。

## 死とレガシー
ターナーは1973年6月11日に亡くなるまでオクラホマシティに住んだ。彼はオクラホマシティのローズ・ヒル・ベリアル・パークに埋葬されている。週間高速道路44号線のうちオクラホマシティとタルサを結ぶ区間である全長88マイルのターナー・ターンパイクは、ターナー政権下での州の二大都市を結ぶ有料道路の建設への彼の貢献を記念し、彼に因んで名付けられた。このターンパイクはターナーの知事任期終了から2年後の1953年に開通した。